# Z-9沃尔夫冈·岑克尔号驱逐舰
Z-9“沃尔夫冈·岑克尔”号（德語：Z 9 Wolfgang Zenker）是德国国家海军暨战争海军于1930年代中期建造的十六艘1934级驱逐舰的九号舰，得名于在一战基尔水兵兵变中遇害的原国王号战列舰值更官、海军少尉沃尔夫冈·岑克尔。该舰于1935年3月22日开始在基尔的日耳曼尼亚船厂铺设龙骨，1936年3月27日下水，至1938年7月2日交付使用。第二次世界大战爆发数日后，Z-9号曾与另一艘驱逐舰袭击了海尔半岛海军基地的波兰舰艇，但未能成功。1940年初，该舰又在英国海岸成功地完成了三次布雷出击，导致六艘商船沉没。它还参与了挪威战役的早期阶段，于1940年4月上旬将部队运送到特隆赫姆地区。几天后，Z-9号被卷入两次纳尔维克海战，并在耗尽弹药后被迫自沉。

## 设计
Z-9“沃尔夫冈·岑克尔”号的水线长和全长分别为114米和119米，有11.3米的舷宽以及最大4.23米吃水深度；其设计排水量为2,270吨，满载时则可达3,190吨。该舰由两台瓦格纳齿轮传动蒸汽轮机提供动力，各负责驱动一副直径为3.25米的三叶螺旋桨。蒸汽则由六台本森强制循环锅炉供应，这使得它在70,000匹軸馬力（52,000千瓦特）额定功率下的设计航速为36節（67每小時）。Z-8号最多可贮存752吨燃料油，理论上能够以19節（35每小時）的速度的巡航4,400海里（8,100），但实际它在运用过程中重心过高，30%的燃料必须作为压舱物保留在舰内。事实证明，19节航速时的有效行程仅为1,530海里（2,830）。舰只的标准船员编制为10名军官和315名水兵，在担任区舰队旗舰时还可额外增加4名军官和19名水兵。
该舰装备有五门127毫米34式速射炮，架设在带有炮挡的单装炮座上。其中舰艛的前后各有两门采用背负式布置，第五门则安装在后部舰艛的顶端，并从前到后编为1至5号。防空武器由安装在与后部烟囱并排的一对双联装炮座上的四门37毫米30式速射炮和六门单座20毫米30式高射炮组成。此外，该舰还在中心线上的两个四联装动力操纵式底座上安装有八具533毫米鱼雷发射管，每个底座配备一对重新装填装置。四个深水炸弹发射器则安装在艉后部甲板室的侧面，再辅以舰艉两侧的六具单装深水炸弹支架，合共可携带32或64枚炸弹。布雷轨道安装在后甲板，最多可贮存60枚水雷。作为探测潜艇的工具，舰上也搭载有一套称为“群听装置”的被动式水听器。

## 历史

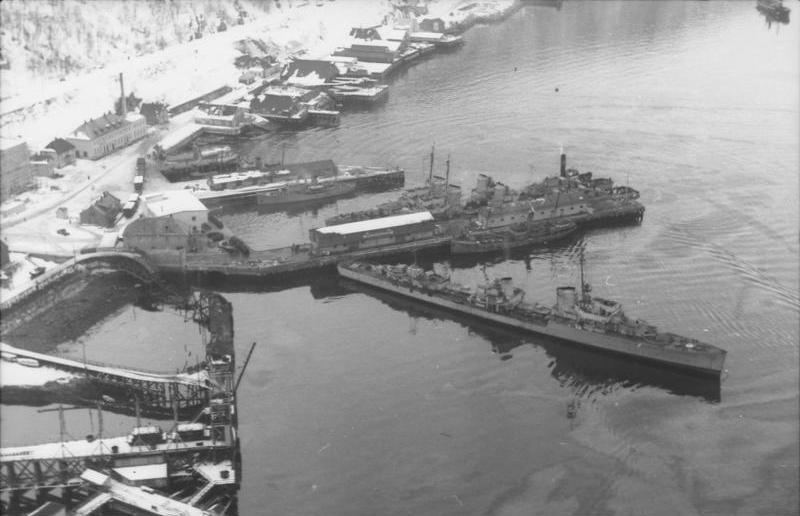
Z-9号是距离摄影师最远的驱逐舰，最前的是Z-17“迪特尔·冯·勒德尔”号。较小的舰艇是被俘的挪威巡逻艇。

Z-9“沃尔夫冈·岑克尔”号得名于1918年11月5日在基尔水兵兵变期间因捍卫德意志帝国军旗而被枪杀的国王号战列舰值更官、海军少尉沃尔夫冈·岑克尔。它于1935年1月9日由德国国家海军所订购，自同年3月22日开始在基尔的日耳曼尼亚船厂铺设龙骨，建造序列为535。该舰于1936年3月27日下水，至1938年7月2日交付使用。随后，Z-9号作为第6驱逐支舰队的一份子参加了同年8月举行的海上阅兵以及接下来的舰队操练。1939年9月3日上午，即第二次世界大战爆发后，Z-9号与姊妹舰Z-1“莱贝雷希特·马斯”号在海军少将京特·吕特晏斯的指挥下，袭击了驻泊在海尔半岛海军基地的波兰驱逐舰烈风号和布雷舰狮鹫号。德国人在相距12,700米的射程内开火，波兰军舰和一个150毫米口径的岸防炮则进行了有效的反击，迫使德国驱逐舰做出规避机动，并施放烟幕以干扰波兰炮手的瞄准。一枚150毫米炮弹击中Z-1号，造成4人阵亡、一门炮失效。40分钟后，由于德军的火力无效，吕特晏斯将军遂下令中止行动。
尽管其它德国驱逐舰于1939年末都忙于护送主力舰和在英国海岸附近布设雷区，但Z-9号直到1940年1月10日至11日夜间才参与相关行动，当时它与姊妹舰Z-8“布鲁诺·海涅曼”号和Z-13“埃里希·克尔纳”号在克罗默附近水域布雷，致使三艘、共计11,155总吨的船舶在这片雷区沉没。这三艘驱逐舰于2月9日夜晚再次出击，进入同一地区并布设了157枚水雷，导致另外三艘船沉没，共计11,855总吨。2月中旬，Z-9号在护送战列舰格奈森瑙号和沙恩霍斯特号试图拦截前往斯堪的纳维亚半岛的英国护航船队途中冰雪灾害，被迫提前返航。
在1940年4月“威悉演习行动”的挪威战役期间，该舰被编入第一集群，任务是运送第139山地猎兵团和第3山地师的指挥人员夺取纳尔维克。相关舰只于4月6日开始装载部队，并于第二天启航。4月9日清晨，当它们抵达纳尔维克以西的奥福特峡湾时，隶属第4驱逐区舰队的Z-9号、Z-12“埃里希·吉泽”号和Z-13号在海军中校埃里希·拜的指挥下，奉命转往赫扬斯峡湾（奥福特峡湾的北部分支）让部队登陆，以夺取挪威陆军在埃尔沃加勒斯穆恩的军械库。部队几乎没有遇到抵抗，但登陆速度很慢，因为只有一个木制栈桥可供使用。Z-9号于翌日夜间在纳尔维克补充了部分燃料，但在黎明前便返回了赫扬斯峡湾。

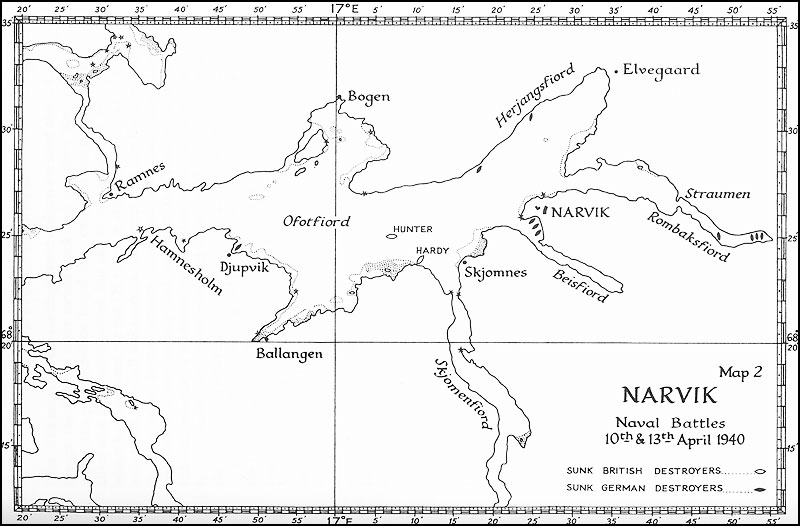
奥福特峡湾地图

4月10日黎明前不久，英国第2驱逐区舰队的五艘驱逐舰突然袭击了身处纳尔维克港内的德国舰艇。英国人用鱼雷击沉了两艘驱逐舰，严重击损了另外三艘，而他们自己只受到轻微的伤害。当他们开始撤退时，遇到了德国第4区舰队的三艘驱逐舰，后者在英国人开始进攻时便收到了警报。德军率先开火，但由于雾霭和英国人沿奥福特峡湾撤退时施放的烟幕，双方的火力都没有发挥作用。为了躲避一艘英国驱逐舰发射的三枚鱼雷，三艘德舰不得不掉头离开。拜中校麾下另外两艘舰的燃料已严重短缺，三艘舰的弹药也都不足，所以他决定不再继续追击英舰，因为对方正在与第一集群的最后两艘驱逐舰Z-2“格奥尔格·蒂勒”号和Z-11“贝恩德·冯·阿尼姆”号交战。
4月10日下午，拜中校接到命令，当天傍晚率领所有适航驱逐舰返回德国。只有Z-9号及其姊妹舰Z-12号做好了出海的准备，它们溜出奥福特峡湾，转向南行。那天晚上的能见度很好，它们发现了英国轻巡洋舰佩涅洛佩号及其两艘护航驱逐舰，尽管对方没有察觉到德舰的存在，拜中校还是决定折返。另外三艘驱逐舰于4月11日补充了燃料并已完成维修，但拜还是决定不进行另一次突围尝试，即便当晚有雾且能见度很低。在锚泊期间，Z-9号于夜间曾短暂搁浅，损坏了左舷螺旋桨，使其航速被限制在20節（37每小時）以下。至4月12日至13日夜间，拜依旧没有尝试突围。
那天夜里，他接到情报称，预计翌日将有大批驱逐舰和舰载机护航的英国主力舰发动攻击。Z-9号仍在维修中，但它的鱼雷已经从其它受损的驱逐舰上得到了补充。战列舰厌战号和九艘驱逐舰于4月13日如期出现，却比拜中校预计的要早，使得阵位中的德国人措手不及。包括Z-9号在内的五艘尚可操作的德国驱逐舰从纳尔维克港冲出，与英国舰艇交战。虽然没有命中，但它们确实对几艘英国驱逐舰造成了碎片伤害。Z-9号在被赶跑之前能够对厌战号发动鱼雷攻击，但它的鱼雷全数射失。由于弹药不足，德舰被迫撤退到纳尔维克以东的罗姆巴克斯峡湾（奥福特峡湾的最东端分支），试图在那里伏击追击的英国驱逐舰。Z-9号已经耗尽了所有弹药，只得在峡湾的最顶端搁滩。它的船员设置了爆破装药，继而弃舰而去。当英国人抵达时，该舰已然侧翻。